# Idaea major
Idaea major är en fjärilsart som beskrevs av Abel Dufrane 1931. Idaea major ingår i släktet Idaea och familjen mätare. Inga underarter finns listade i Catalogue of Life.